# Trabajador por temporada
Trabajador por temporada o trabajador de temporada es el que se desempeña en relación de dependencia de un empleador cuando sus servicios son requeridos solamente para cubrir necesidades del empresario que ocurren o se incrementan en determinadas épocas del año, en razón de la naturaleza de la actividad. El trabajo por temporada es una las modalidades que puede tener el contrato individual de trabajo.

## Caracterización
Se trata, por ejemplo, de trabajadores agrícolas que se desempeñan en ciertas etapas del proceso productivo (cosecheros, vendimiadores, etc.), personal que se contrata en época de mayor afluencia de clientes, como el gastronómico en lugares de veraneo o invernada o personal de establecimientos cuya demanda de productos se incrementa en ciertas épocas, como la fabricación de hielo, cerveza y otras bebidas o alimentos. Dentro de un establecimiento puede coexistir un plantel que se desempeña todo el año junto a otro que sólo se incorpora en las épocas de mayor necesidad.
A diferencia del trabajador eventual o transitorio, en el trabajo por temporada se tiene la certeza de que la necesidad de mano de obra del empleador que motiva su contratación se repetirá en una época predeterminada con mayor o menor precisión. Se considera por ello que se trata de un contrato por tiempo indeterminado en el cual durante los lapsos de inactividad motivados por las razones antedichas se suspenden algunas de las obligaciones de las partes (fundamentalmente, la obligación del trabajador de realizar tareas y las del empleador de abonar la retribución) en tanto subsisten otras (como, por ejemplo, la obligación de no dañar intencionalmente los intereses de la otra parte).

## Determinación de las obligaciones de las partes
Algunos de los aspectos que dependen de la legislación de cada país son los siguientes:
- Determinación de los derechos y  obligaciones del empleador y del trabajador al reinicio de la temporada. 
  - ¿Tiene el empleador la obligación de notificar al trabajador su voluntad de contratarlo para la nueva temporada?
  - En caso afirmativo: ¿Debe hacerlo con alguna antelación? y ¿Cuáles son los medios por los que debe hacerse la comunicación (comunicación individual, por medios públicos como radiofonía o periódicos, avisos callejeros, etc.)?
  - ¿Qué derechos y obligaciones tiene el trabajador si su empleador no hace comunicación alguna (queda habilitado para reclamar directamente indemnizaciones por despido o debe intimar previamente al empleador)?
  - ¿Qué indemnizaciones debe pagar el empleador en caso de despedir al trabajador al inicio de la nueva temporada?
  - ¿Qué obligaciones tiene el empleador si el trabajador está enfermo o incapacitado para trabajar al inicio de la nueva temporada?
- Determinación de los derechos y  obligaciones del empleador y del trabajador durante el período de receso de la actividad.
  - ¿Tiene el trabajador alguna cobertura en materia de seguridad social (asistencia por enfermedad, indemnización por fallecimiento, pago de asignaciones familiares, cómputo para jubilación, etc.)?
- Determinación de las obligaciones de las partes al finalizar la temporada.
  - ¿Debe el empleador abonar algún rubro salarial o indemnizatorio al finalizar la temporada? ¿Qué sucede si al fin de la temporada el trabajador está enfermo o incapacitado para trabajar?

## Trabajo por temporada en países en particular

### Trabajo de temporada en Argentina
En el Derecho argentino el despido laboral se encuentra regulado por la Ley de Contrato de Trabajo (en adelante, LCT) aprobada por la Ley 20744 en 1974, con algunas reformas posteriores y disposiciones complementarias. En 1976 se dictó el Decreto 390/76 que aprobó un texto ordenado que recoge esas reformas, por lo cual a veces se la menciona como ley 20744 (t.o. decreto 390/76).
Habrá contrato de trabajo de temporada cuando la relación entre las partes, originada por actividades propias del giro normal de la empresa o explotación, se cumpla en determinadas épocas del año solamente y esté sujeta a repetirse en cada ciclo en razón de la naturaleza de la actividad (art. 96 LCT). 
El trabajador adquiere los derechos que esta ley asigna a los trabajadores permanentes de prestación continua, a partir de su contratación en la primera temporada, si ello respondiera a necesidades también permanentes de la empresa o explotación ejercida, con la modalidad prevista en este capítulo (art. 97 LCT).
El despido sin causa del trabajador, pendientes los plazos previstos o previsibles del ciclo o temporada en los que estuviere prestando servicios, dará lugar al pago de los resarcimientos establecidos en el artículo 95, primer párrafo, de esta ley (art. 97 LCT). 
Con una antelación no menor a treinta (30) días respecto del inicio de cada temporada, el empleador deberá notificar en forma personal o por medios públicos idóneos a los trabajadores de su voluntad de reiterar la relación o contrato en los términos del ciclo anterior. El trabajador deberá manifestar su decisión de continuar o no la relación laboral en un plazo de cinco (5) días de notificado, sea por escrito o presentándose ante el empleador. En caso de que el empleador no cursara la notificación a que se hace referencia en el párrafo anterior, se considerará que rescinde unilateralmente el contrato y, por lo tanto, responderá por las consecuencias de la extinción del mismo (art. 98 LCT).